# خورادو
خورادو (انگلیسی: Juradó) نام یک منطقه مسکونی در کلمبیا است.